# トリスタン・リーズ
トリスタン・リーズ（Tristan Leyds、1997年5月24日 - ）は、南アフリカ共和国のラグビーユニオン選手。

## プロフィール
- 南アフリカ共和国・サマセットウェスト出身[1]。
- ポジションはウィング(WTB)、フルバック(FB)。
- 身長 179cm、体重 68kg
- 7人制南アフリカ共和国代表に選ばれた[2]。

## 略歴
ウェスタン・プロヴィンスを経て、2020年、ストーマーズに加入。
2024年、2024パリ五輪の7人制南アフリカ共和国代表に選ばれて銅メダル獲得。